# Kennington (metropolitana di Londra)
Kennington è una stazione della metropolitana di Londra situata sulla linea Northern.
La stazione fu aperta nel 1890 come parte della prima ferrovia elettrica sotterranea del mondo e il suo edificio di superficie rimane in gran parte inalterato. Negli anni venti, le parti sotterranee della stazione furono ricostruite in modo da consentire l'estensione della linea e l'utilizzo di treni più lunghi. Vennero costruite due piattaforme aggiuntive e, in seguito, diversi passaggi per gli interscambi tra i due rami della linea.

## Storia

### City and South London Railway
Nel 1884 una compagnia denominata City of London and Southwark Subway (CL&SS) ottenne l'approvazione del Parlamento per costruire una ferrovia sotterranea tra King William Street, nella City di Londra, e Elephant & Castle, a Southwark. A differenze delle precedenti linee sotterranee di Londra, che erano state costruite con il metodo del cut-and-cover, la CL&SS sarebbe stata costruita in tunnel di profondità scavati con l'utilizzo di "tunneling shields", rivestendo la struttura della galleria con segmenti in ferro. Il direttore dei lavori fu James Henry Greathead, che aveva già utilizzato questo metodo di costruzione per la Tower Subway, che passava sotto il Tamigi, nel 1869.
I lavori iniziarono nel 1886 e nel 1887 la compagnia ottenne l'autorizzazione per un'ulteriore estensione fino a Kennington, Oval e Stockwell. Il progetto originale prevedeva l'uso di vagoni con trazione a cavo, ma nel gennaio 1889 si scelse di utilizzare invece locomotive a propulsione elettrica, rendendo così la linea la prima ferrovia elettrica sotterranea del mondo. La CL&SS cambiò nome e divenne la City and South London railway (C&SLR) agli inizi del 1890.

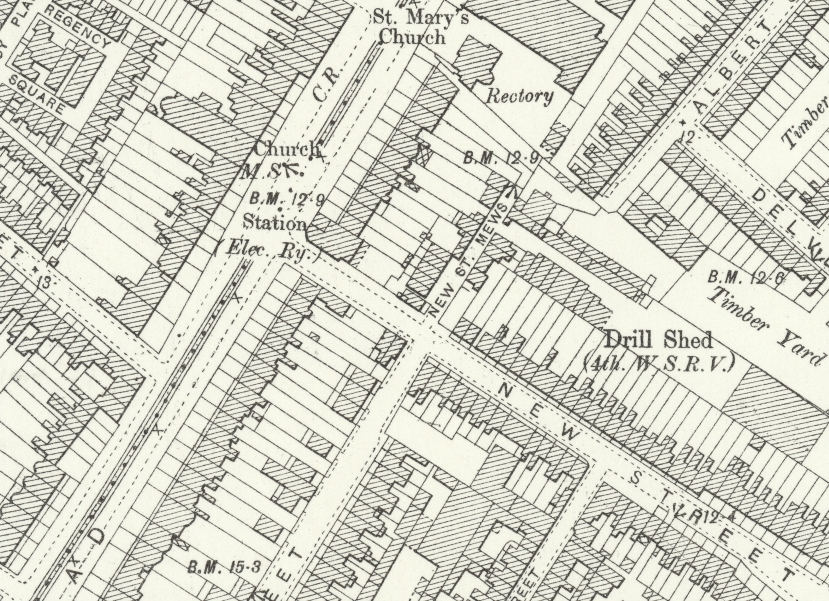
La stazione di Kennington station su una mappa degli anni 1890

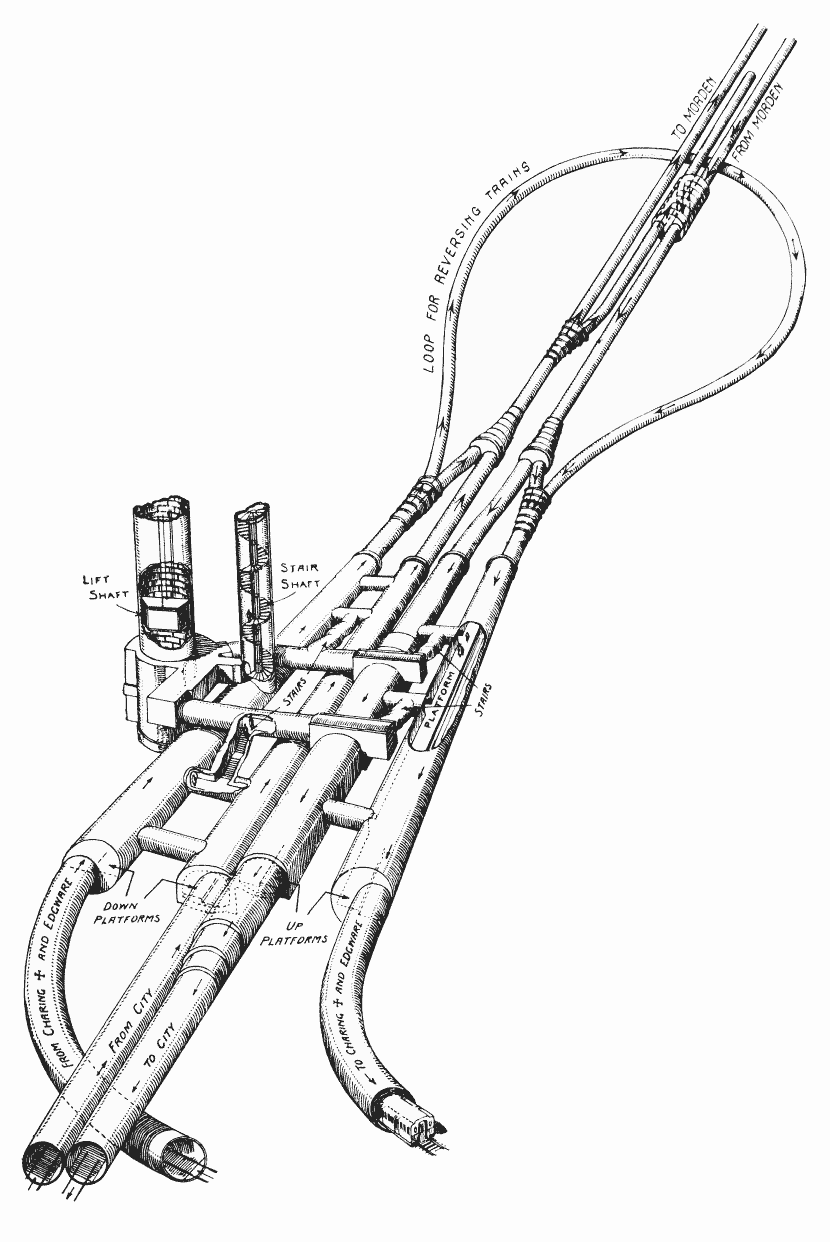
Diagramma che illustra la disposizione dei tunnel e delle piattaforme della stazione di Kennington dopo la ricostruzione

A nord della stazione di Elephant & Castle i tunnel avevano un diametro di appena 10 piedi e 2 pollici (3,1 metri), mentre sull'estensione per Kennington avevano un diametro maggiore, di 10 piedi e 6 pollici (3,2 metri). I tunnel che ospitavano le banchine delle stazioni, lunghi 200 piedi (61 metri) larghi 20 (6,1 metri) e alti 16 (4,9 metri) erano costruiti con pareti di mattoni, con volta ad arco e base piatta.
Le piattaforme a Kennington, come nella maggior parte delle altre stazioni intermedie, erano costruite su due livelli diversi. L'accesso dalla superficie avveniva per mezzo di una scala a spirale oppure di ascensori idraulici, che giungevano fino a un livello intermedio tra le due piattaforme alle quali si accedeva per mezzo di scale o rampe verso l'alto e verso il basso.
Prima dell'apertura, la C&SLR aveva considerato l'idea di battezzare la stazione "New Street". Tra il 1919 e il 1927 la stazione comparve come "Kennington (New St)" o "Kennington (New Street)" sulla mappa della metropolitana di Londra. La stazione aprì il 18 dicembre 1890, insieme al resto della linea.

### Ricostruzione e collegamento con la "Hampstead Tube"
Il ridotto diametro dei tunnel comportava l'uso di carrozze ferroviarie piuttosto anguste rispetto alle nuove linee di profondità che venivano costruite con diametri maggiori. Nel 1913 la C&SLR ottenne il permesso di allargare i tunnel per poter utilizzare treni elettrici più moderni, ma lo scoppio della prima guerra mondiale ritardò i lavori. Il permesso fu rinnovato dopo la guerra, e i lavori di allargamento furono intrapresi nell'ambito di un programma che includeva il collegamento e la fusione della C&SLR con la Charing Cross, Euston and Hampstead Railway (CCE&HR), anche nota come "Hampstead Tube" (entrambe le linee erano allora di proprietà della Underground Electric Railways of London, UERL). Questa linea fu estesa dall'allora capolinea sud di Embankment fino a Kennington, passando per Waterloo.
La UERL progettava di allargare la maggior parte dei tunnel della C&SLR mantenendo la ferrovia in funzione, svolgendo i lavori di notte mentre la linea operava di giorno. Per facilitare i lavori, la stazione di Kennington chiuse il 1º giugno 1923 e fu usata come deposito di materiali da costruzione. Le piattaforme vennero rimosse e furono installati binari laterali per i vagoni che raccoglievano il materiale di risulta. Un nuovo pozzo per l'accesso ai tunnel fu scavato nel giardino di una casa adiacente alla stazione e gli ascensori per i passeggeri furono usati per trasferire i vagoni dai tunnel alla superficie.
Per ottenere un'interscambio efficiente tra i tunnel esistenti e i nuovi tunnel verso Embankment, furono apportati diversi cambiamenti alla disposizione della parte sotterranea della stazione. Furono costruiti due nuovi tunnel con piattaforme, paralleli, allo stesso livello e situati all'esterno di quelli esistenti. Vennero aperti passaggi fra ciascuna coppia di piattaforme in modo da consentire l'interscambio. I treni accedevano a entrambe le piattaforme esistenti provenendo da est, perciò per realizzare il collegamento con il nuovo tunnel in direzione nord, la piattaforma in direzione nord già esistente fu ricostruita sul lato opposto del tunnel e i binari vennero spostati. Una traccia di questo spostamento è la presenza di una porta nel muro del tunnel della piattaforma in direzione nord, dal lato dei binari, dove un tempo si trovava il passaggio di ingresso alla banchina.
Il corridoio esistente tra le piattaforme e gli ascensori fu tagliato dalla nuova piattaforma in direzione sud, perciò ciascuna coppia di piattaforme fu collegata a nuovi corridoi di ingresso e uscita che conducevano agli ascensori. Questi passaggi si trovavano a un livello superiore rispetto a prima, così i pianerottoli inferiori degli ascensori e delle scale a spirale furono sollevati di circa 11 piedi (3,35 metri). Oltre alla costruzione dei nuovi tunnel, quelli delle piattaforme già esistenti vennero allungati fino a 350 piedi (106,70 metri), allargando una parte dei tunnel dove correvano i binari. Le nuove sezioni avevano pareti rivestite con segmenti standard in ferro, anziché in mattoni come la parte originaria.
Tutte le pareti della piattaforme e dei passaggi sotterranei furono decorati con un nuovo schema di piastrelle ideato dall'architetto Charles Holden, simile a quello usato sulle nuove stazioni dell'estensione a sud di Clapham Common fino a Morden. Altre stazioni della C&SLR vennero ricostruite durante la modernizzazione degli anni venti (inclusa, per alcune, la sostituzione degli ascensori con scale mobili) ma l'edificio della stazione di Kennington rimase in gran parte inalterato. Di conseguenza, Kennington è l'unica stazione della sezione originale della C&SLR che è tuttora in uno stato simile al suo progetto originale e l'unica a essere un monumento classificato di grado II.
La stazione riaprì il 6 luglio 1925.
Per consentire ai treni provenienti da Waterloo di fare inversione, fu costruito un tunnel semicircolare che collega la nuova piattaforma in direzione sud e quella in direzione nord. Un binario morto costruito fra i due tunnel già esistenti consentiva di fare inversione ai treni provenienti da Elephant & Castle. In seguito al completamento dei lavori di ricostruzione ed estensione, la C&SLR e la "Hampstead Tube" operarono come una linea unica, pur mantenendo identità separate per buona parte degli anni trenta. La linea unificata fu indicata da una serie di nomi diversi prima dell'adozione del nome ufficiale di "Northern Line" il 28 agosto 1937.

### Nel dopoguerra

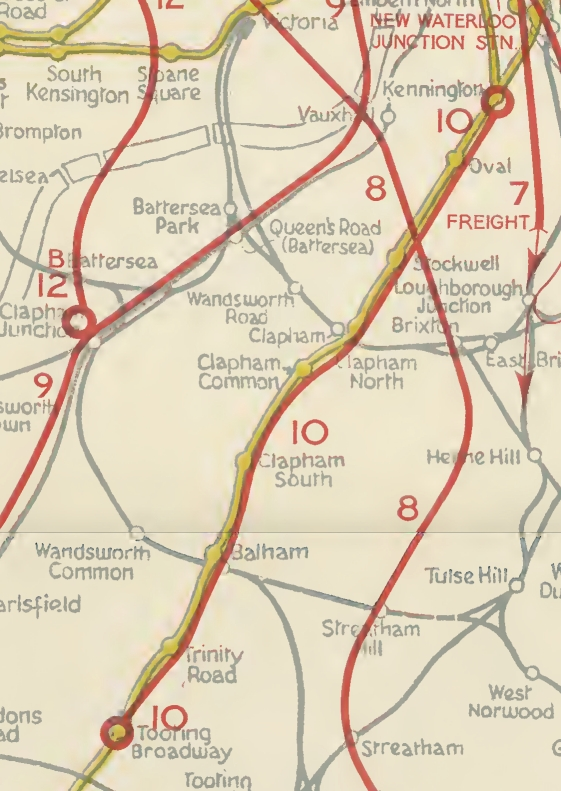
Il raddoppio dei tunnel fra Kennington e Tooting Broadway proposto nel 1946

Dopo la seconda guerra mondiale venne stilato, nel 1946, un rapporto di revisione del trasporto ferroviario nell'area urbana di Londra che proponeva dverse nuove linee e identificava la sezione di Morden della linea Northern come la più trafficata dell'intera rete e necessitante di un'espansione. Per alleviare la congestione, il rapporto raccomandava la costruzione di una seconda coppia di tunnel fra Kennington e Tooting Broadway sui quali sarebbe transitato un servizio espresso (senza fermate intermedie).
Durante la guerra erano stati costruiti dei rifugi antiaerei di profondità sotto un certo numero di stazioni della linea Northern, con accorgimenti tali da poter essere convertiti in parti dei tunnel per treni espresso dopo la guerra. I treni del ramo di Charing Cross della Northern avrebbero usato la linea espresso fino a Morden. I treni che utilizzavano i tunnel già esistenti avrebbero fatto capolinea a Tooting Broadway. Questi progetti non furono mai portati a compimento.

### Ristrutturazione
Nel 2005 sono stati completati a Kennington lavori di ristrutturazione che hanno incluso la sostituzione delle piastrelle degli anni venti sulle piattaforme e nei corridoi con repliche moderne che rispettano lo stile originale.

### Estensione per Battersea
Nel novembre 2014 il Ministero dei Trasporti ha approvato il progetto dell'estensione della linea Northern verso Battersea, con due stazioni su una nuova diramazione che parte da Kennington: Nine Elms e Battersea Power Station. I nuovi tunnel si collegano al raccordo semicircolare (noto come Kennington loop) per mezzo di giunzioni a gradino.
Secondo la valutazione della TfL, l'apertura dell'estensione per Battersea non avrà un impatto significativo sul numero di passeggeri in ingresso e uscita dalla stazione ma sono stati costruiti passaggi aggiuntivi tra le due coppie di piattaforme per facilitare l'interscambio fra i due rami della linea. L'estensione è stata aperta il 20 settembre 2021.

## Strutture e impianti

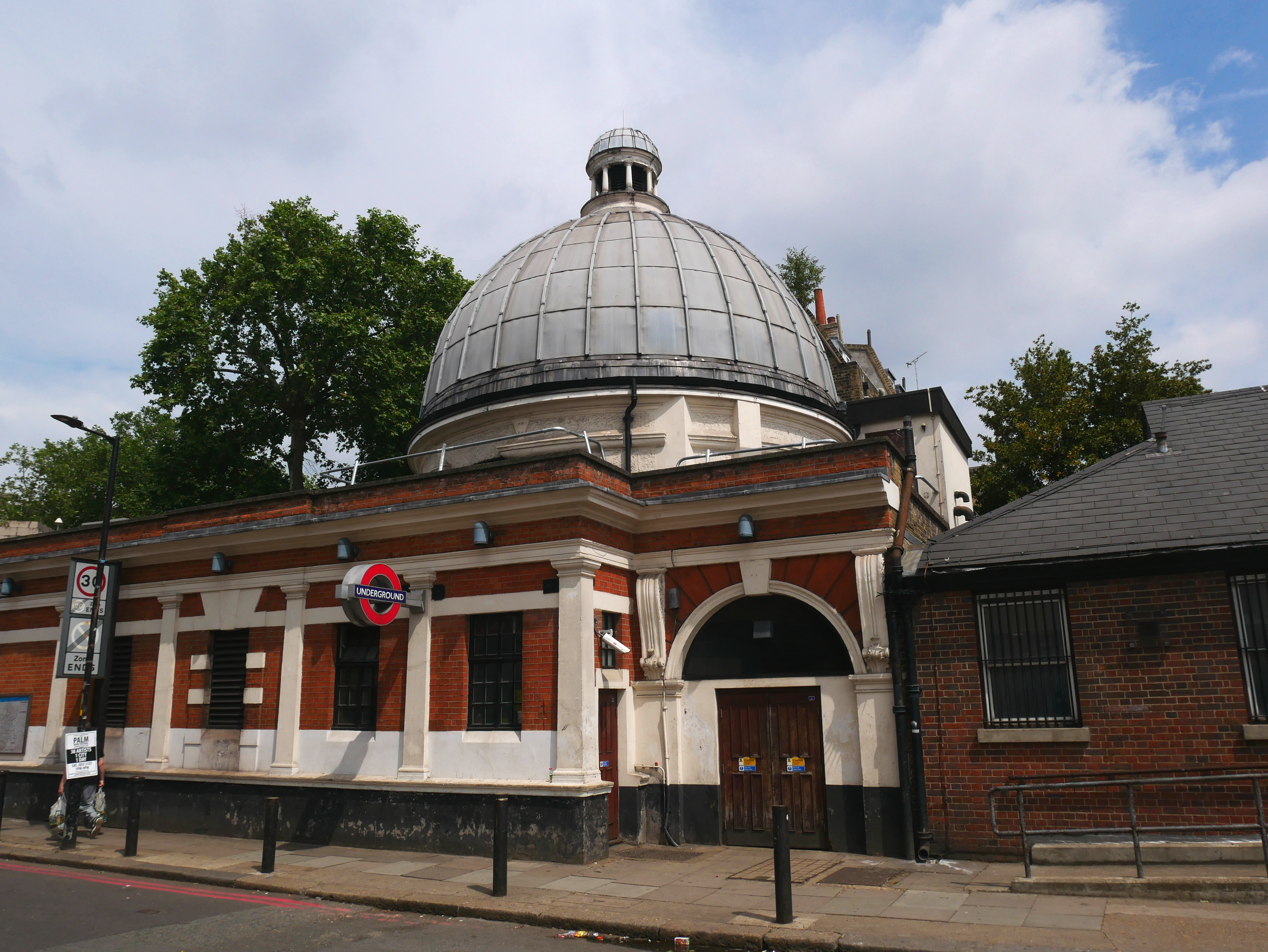
Vista della stazione da sud-est

L'edificio della stazione, progettato dall'architetto T. Phillips Figgis, ha un solo piano, sormontato da una cupola che in origine ospitava il macchinario degli ascensori. Sorge all'angolo di Kennington Park Road e di Braganza Street (in precedenza New Street).
La stazione si trova tra la Travelcard Zone 1 e la Travelcard Zone 2. Prima del 16 maggio 2021 Kennington si trovava solo nella zona tariffaria 2. Le stazioni sull'estensione per Battersea si trovano in zona 1, così Kennington è stata riclassificata come stazione mista di zona 1/2 in modo che i passeggeri che usano la diramazione paghino solo una tariffa di zona 1.

## Servizi
Il servizio feriale in orario di morbida consta di:
- 1 treno ogni 3-6 minuti in direzione nord via Charing Cross o Bank
- 1 treno ogni 2-5 minuti in direzione sud

Ad esclusione di alcuni convogli in orario di punta, i treni sulla diramazione di Charing Cross partono da o terminano a Kennington.
Con l'apertura della nuova diramazione di Battersea la maggior parte dei servizi sul ramo di Charing Cross proseguirà per Battersea, passando dalla piattaforma n. 3 a Kennington. Alcuni servizi utilizzeranno invece il raccordo circolare per invertire la marcia a Kennington. I treni da e per Morden correranno solo sul ramo di Bank.

## Interscambi
Nelle vicinanze della stazione effettuano fermata numerose linee urbane automobilistiche, gestite da London Buses.
- Fermata autobus